# Peribatodes haggarti
Peribatodes haggarti är en fjärilsart som beskrevs av Williams 1932. Peribatodes haggarti ingår i släktet Peribatodes och familjen mätare. Inga underarter finns listade i Catalogue of Life.